# Numidija
Numidija (latinski: Numidia), u antičko doba teritorij i država u sjevernoj Africi, u istočnom dijelu Alžira i zapadnom dijelu Tunisa, između Mauritanije i Kartage. 
Stanovnici Numidije su bili pripadnici raznih berberskih plemena koji su živjeli uglavnom nomadskim životom, a najvažniji su Masili (Massyli), koji su živjeli u istočnom dijelu Numidije, uz Kartagu, i Masesili (Massaesyli), u zapadnom dijelu uz Mauritaniju. Glavni grad Numidije je bio Cirta (danas Constantine). Oko 
1000. pr. Kr. počeli su se baviti zemljoradnjom i uzgojem jahaćih konja uz obalu. Razvoj poljoprivrede, zanatstva i razmjena proizvoda (trampa), naročito s Kartagom, čiju je vlast Numidija također i priznavala, dovela je do raspadanja prvobitne društvene zajednice i osnivanja robovlasničke države negdje u 
3. stoljeću pr. Kr.
U Drugom punskom ratu 204. pr. Kr. Masili su pod Masinisom pomagali Rimljanima, a Masesili su pod Sifaksom prvo bili na strani Rimljana, ali su ubrzo prišli Kartagi. Poslije pobjede Rimljana nad Kartagom, Rimljani su dali u znak zahvale Masinisu Sifaksovu zemlju i neke teritorije bivše Kartage, tako da je on zavladao cijelom Numidijom, od Mauritanije da Kartage.
U 2. stoljeću pr. Kr. u Numidiji se razvila robna trgovina, osnovani su novi gradovi, osnovana redovna vojska, u kojoj se naročito isticala konjica, a prema feničko-kartažansko pismu je stvoreno i i lokalno pismo.
118. pr. Kr. na vlast u Numidiji je došao uzurpator Jugurta koji je 111. pr. Kr. uzrokovao Jugurtin rat s Rimljanima. Poslije poraza protiv Rimljana 105. pr. Kr., predvođenih Gajem Marijem, Numidija se raspala. Jedan dio Numidije je dobio kralj Mauritanije, a drugi dio novi kralj Numidije.
Gaj Julije Cezar je 46. pr. Kr. Numidiju pretvorio u rimsku provinciju 
Afriku Novu, koja je 25. pr. Kr. pripojena Mauritaniji. Stanovnici Numidije su se pokušali 17. godine pobuniti protiv Rimljana s ciljem stvaranja stare Numidije, ali je pobuna ugušena 24. godine. Kao rimska provincija Numidija je doživjela velik kulturni uspon, sve dok je Vandali nisu 430. godine potpuno razorili. Bizantsko Carstvo je na prostore Numidije stiglo 533. godine, a Arapi u 7. stoljeću.